# 9807 Rhene
A 9807 Rhene (ideiglenes jelöléssel (9807) 1997 SJ4) egy kisbolygó a Naprendszerben. Kobajasi Takao fedezte fel 1997. szeptember 27-én.